# Statstjenestemændenes Centralorganisation II
Statstjenestemændenes Centralorganisation II – COII var en dansk centralorganisation, der havde 27 fagforbund som medlemmer. Forbundene organiserer omkring 34.000 statsligt ansatte tjenestemænd. Den største organisation i COII var Politiforbundet med ca. 12.000 medlemmer.
Centralorganisationen blev dannet 8. marts 1909. Oprindeligt var medlemmerne embedsmænd med lederansvar. Indtil 1969 havde COII ikke ret til at forhandle overenskomster m.v.; indtil da fastlagde Finansministeriet de tjenestemandsansatte løn- og arbejdsvilkår. Allerede fra 1950'erne opnår man dog en de facto forhandlingsret. Siden varetog COII med hjemmel i Tjenestemandsloven overenskomstforhandlinger om alle væsentlige løn- og aftalevilkår med Finansministeriet. Organisationen talte desuden medlemmerne sag i den offentlige debat. 
COII var i 1952 medstifter af FTF, som organisationen i dag stadig samarbejder med.
I 2010 blev COII en del af den større centralorganisation CO10.

## Medlemsforbund
- CO II-Foreningen af Folketingsansatte
- Danmarks Kordegneforening
- Dansk Kirkemusiker Forening
- Dansk Socialrådgiverforening
- Dansk Sygeplejeråd
- Dansk Told & Skatteforbund
- Den Grønlandske Tjenestemandsforening
- Erhvervsskolelederne i Danmark
- Farmakonomforeningen
- Farvandsforeningen
- Foreningen af Assistenter ved Det Kongelige Operakor
- Foreningen af Danske Kirkegårdsledere
- Foreningen af Folketingets Betjente
- Foreningen af Musikere i Forsvaret
- Foreningen af Præliminære Organister
- Foreningen af Sognemedhjælpere i Danmark
- Foreningen af tekniske og administrative tjenestemænd
- Foreningen Det Kongelige Operakor
- Forsvarets Civil-Etat
- Handelsskolernes Lærerforening
- Kriminalforsorgsforeningen
- Musikgruppen i CO II
- Politiforbundet i Danmark
- Skovfogedernes CO II Forening
- Statspensionisternes Centralforening
- Sundhedsgruppen i CO II
- Trafikforbundet